# شاويش نص الليل (فلم)
فيلم مصري إنتاج عام 1991م، قصة فريد شوقي ، إخراج حسين عمارة .

## المشاركين
- فريد شوقي (حسن)
- آثار الحكيم (د. فـاطمة)
- خالد محمود (علاء)
- عماد رشاد (د. مدحت)
- محسن محيي الدين
- نجوى فؤاد
- أمينة رزق
- شعبان حسين ( يوسف عرابي)
- حسني عبد الجليل (عباس)
- علية حامد

## وصلات خارجية
- مقالات تستعمل روابط فنية بلا صلة مع ويكي بيانات